# 주한 나이지리아 대사관
주한 나이지리아 대사관(영어: Embassy of Nigeria in Korea)은 대한민국 서울특별시 용산구 동빙고동 310-19에 위치하고 있는 나이지리아 대사관이다. 현직 주한 나이지리아 대사는 알리 모하메드 마가시이다.

## 역사
1980년에 외교 관계를 맺었으며, 1987년 12월 주한 나이지리아 대사관을 설치했다. 2006년 3월 노무현 대통령이 올루세군 오바산조 당시 나이지리아 대통령과 OPL321, 323 탐사광구 생산물 분배계약을 체결했으나 정권이 바뀌면서 광구 탐사권이 무효화됐다.

## 주요 업무
주요 업무는 대한민국 정부와의 외교, 교섭 및 양국 간 경제통상 진흥, 재외국민 등록 등의 일반 영사사무, 대한민국 거주 나이지리아 국민의 여권 발권, 나이지리아 여행객에 대한 비자 발급, 자국 제품의 수출 진흥, 국가 홍보 등이다. 대한민국과는 1982년 경제과학기술협력협정, 1989년 해운협정, 1998년에 투자보장협정을 맺었다. 조선민주주의인민공화국과는 대한민국보다 4년 전인 1976년 4월 수교했다.

## 역대 대사

### 일본 도쿄 상주 대사
- 제1대: 발라라베 아부바카르 타파와 발레와 (Balarabe Abubakar Tafawa Balewa, 1982년 4월 19일 신임장 제정)
- 제2대: 유수프 와키 사다 (Yusuf Wakki Sada, 1984년 11월 20일 신임장 제정)

### 대한민국 서울 상주 대사
- 제1대: 아벨 이부데 구오바디아 (Abel Ibude Guobadia, 1988년 4월 29일 신임장 제정)
- 제2대: 에이네제 오노부 (Eineje Onobu, 1991년 7월 19일 신임장 제정)
- 제3대: 올란레와주 팔롤라 (Olanrewaju Falola, 1999년 5월 21일 신임장 제정)
- 제4대: 악팡 아데 오비 오두 (Akpang Ade Obi Odu, 2000년 2월 24일 신임장 제정)
- 제5대: 아바 압둘라히 티자니 (Abba Abdullahi Tijjani, 2004년 9월 1일 신임장 제정)
- 제6대: 데스먼드 아콰워르 (Desmond Akawor, 2008년 4월 24일 신임장 제정)
- 제7대: 아민 무함마드 달하투 (Amin Muhammad Dalhatu, 2017년 12월 20일 신임장 제정)
- 제8대: 알리 모하메드 마가시 (Ali Mohammed Magashi, 2021년 10월 15일 신임장 제정)

## 같이 보기
- 나이지리아의 재외공관 목록
- 대한민국 주재 외국공관 목록
- 주나이지리아 대한민국 대사관
- 나이지리아-대한민국 관계